# SC Faetano
Az SC Faetano, teljes nevén Società Calcio Faetano San Marinó-i labdarúgócsapat. A klubot 1962-ben alapították. Egyike annak a 15 csapatnak, amely a San Marinó-i labdarúgó-bajnokságot alkotja.
Edzéseit a helyi sporttelepen, a Campo Spotivo di Faetanó-n tartja, ahol a San Marinó-i labdarúgó-szövetség nem rendez bajnoki mérkőzéseket.

## Sikerei
- San Marinó-i labdarúgó-bajnokság (Campionato Sammarinese di Calcio)
  - Bajnok (3 alkalommal): 1986, 1991, 1999
  - Ezüstérmes (1 alkalommal): 1987
  - Bronzérmes (3 alkalommal): 1997, 2008, 2010

- San Marinó-i kupa (Coppa Titano)
  - Győztes (3 alkalommal): 1993, 1994, 1998
  - Ezüstérmes (2 alkalommal): 1991, 1995

- San Marinó-i szuperkupa (Trofeo Federale)
  - Győztes (1 alkalommal): 1994
  - Ezüstérmes (3 alkalommal): 1986, 1993, 2008

## Eredmények

### Európaikupa-szereplés

#### Összesítve
| Kupa        | J | GY | D | V | LG–RG |
| ----------- | - | -- | - | - | ----- |
| Európa-liga | 2 | 0  | 1 | 1 | 0–5   |
| Összesítve  | 2 | 0  | 1 | 1 | 0–5   |

#### Szezonális bontásban
| Idény     | Kupa        | Forduló         | Klub           | 1. mérk. | 2. mérk. |
| --------- | ----------- | --------------- | -------------- | -------- | -------- |
| 2010–2011 | Európa-liga | 1. selejtezőkör | SZK Zesztaponi | 0–5      | 0–0      |

Megjegyzés: Az eredmények minden esetben a SC Faetano szemszögéből értendőek, a félkövéren jelölt mérkőzéseket pályaválasztóként játszotta.